# C. F. Møller Architects

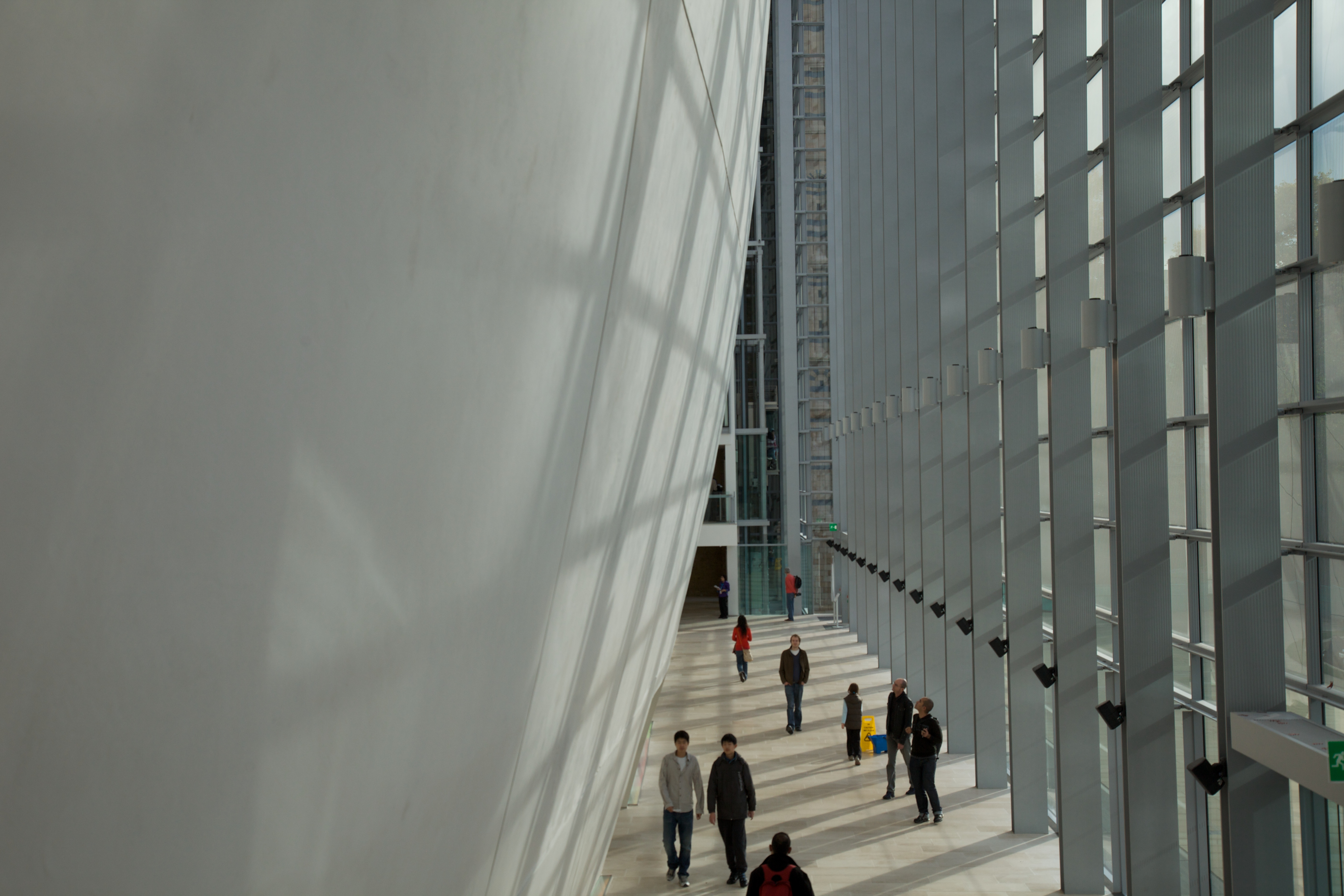
Darwin Centre - Natural History Museum - Londres

Arkitektfirmaet C. F. Møller, a nivel internacional, también conocida como C. F. Møller Architects, es una firma de arquitectura con sede en Aarhus, Dinamarca. 

## Trayectoria

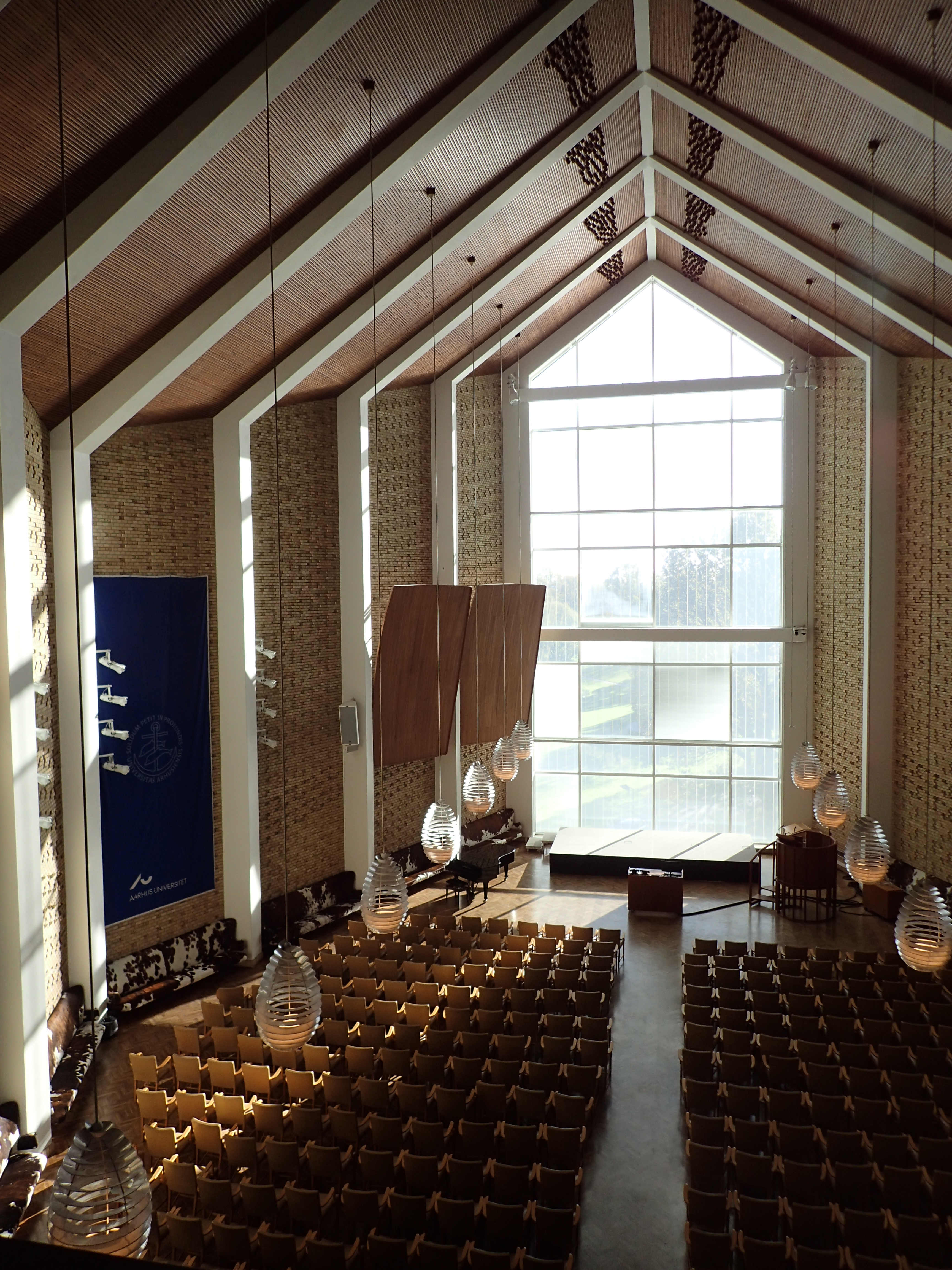
Aula (Aarhus Universitet) 1946

Fundada en 1924 por el arquitecto C. F. Møller, es hoy por hoy la mayor firma de arquitectura en Dinamarca por el número de arquitectos.
C.F. Møller, en 1928, formó sociedad con el arquitecto y profesor Kay Fisker que duró hasta 1942. Después de ganar primeros premios en los concursos para el Hospital Comunitario de Aarhus en 1930 y la Universidad de Aarhus en 1931, establecieron una oficina en Aarhus en 1932. Sus edificios también incluyen los bloques de apartamentos 2 Vodroffsvej (1930) y Vestersøhus (1935-39) en Copenhague, el último de los cuales ha seguido siendo una gran influencia en la arquitectura de viviendas danesa.
Su propuesta ganadora para la Universidad de Aarhus consistió en edificios individuales de las facultades dispuestos a lo largo del margen de un parque en un entorno campestre. El primer edificio en el sitio se completó en 1933. A principios de los años 40, la colaboración con Fisker había terminado y C. F. Møller se quedó solo para completar la Universidad de Aarhus. El edificio principal se completó en 1946 y la llamada Torre del Libro en 1962.
Sus trabajos posteriores incluyen el Salling Department Store en Aarhus (1949, con Gunnar Krohn), Angligården (1965, más tarde Herning Art Museum) y Egetæpper en Herning (1984).

Møller fue inspector de edificios reales desde 1953 hasta 1968, y en 1965 se convirtió en el primer rector de la recién fundada Escuela de Arquitectura de Aarhus.

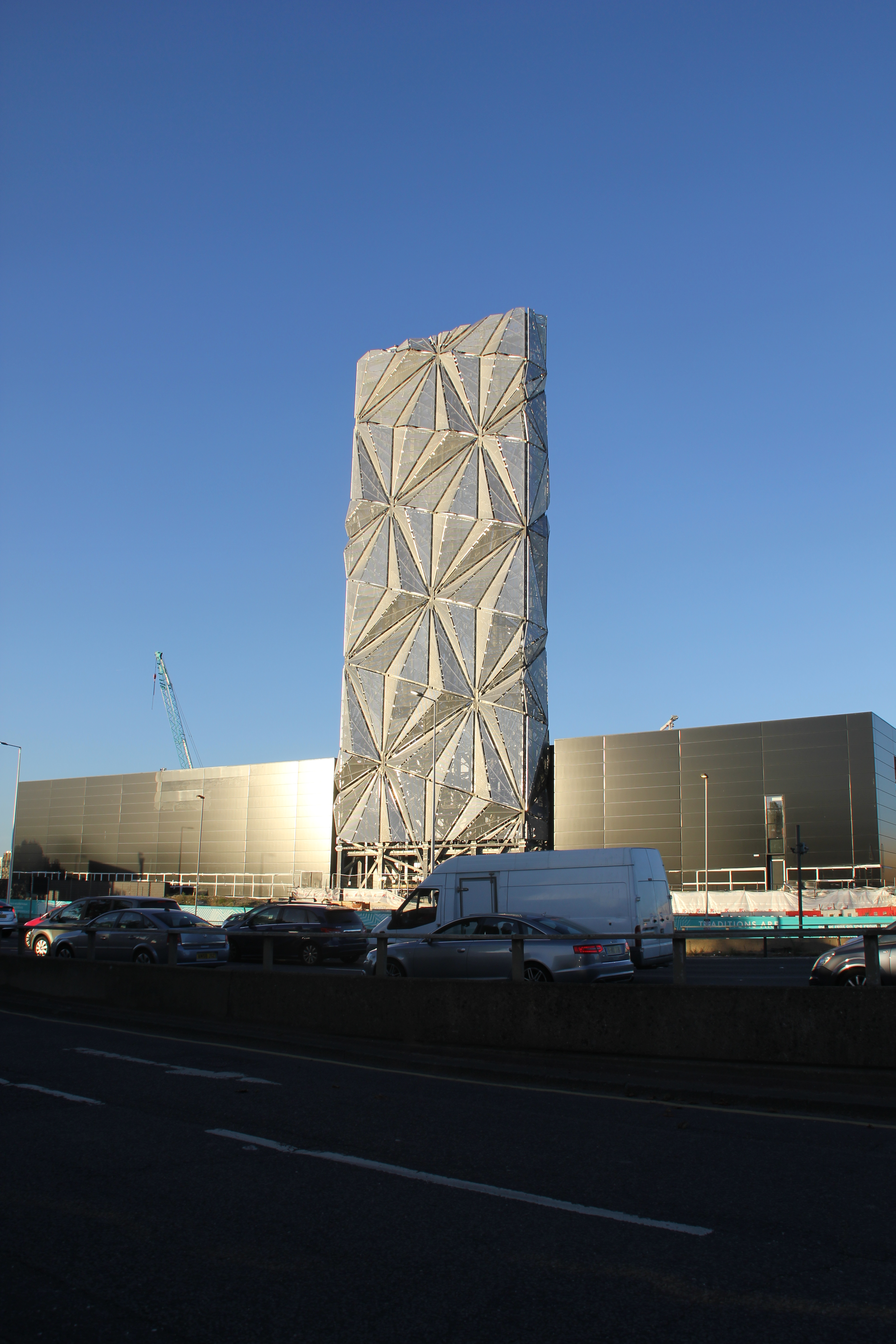
Greenwich combined heat and power (CHP) energy centre

En 1991 Anna Maria Indrio se convirtió en socia de la firma de C. F. Møller, donde fue la principal arquitecta para la extensión del Statens Museum for Kunst (1995-98) y del Museo Arken de Arte Moderno en Ishøj (2007). También diseñó una extensión para el Museo de Historia Natural de Londres (2001) y la conversión de la Certosa di San Martino en Nápoles (2004).
Indrio ha formado parte de los directorios del Danish Building Research Institute (1996-2002) y la Federation of Danish Architects (1980-94). También es miembro de la Real Academia Danesa y ha enseñado en la Escuela de Arquitectura de Aarhus.
Lone Wiggers (1963, Helsingør) es una arquitecta danesa, es otra de las socias de C. F. Møller Architects. Wiggers estudió arquitectura en la Escuela de Arquitectura de Aarhus y en la Escuela de Bellas Artes de París. Después de un año en Londres trabajando con Project Design Partnership (1989), regresó a Copenhague, donde se unió a Anna Maria Indrio antes de unirse a C. F. Møller Architects, donde se convirtió en socia en 1997. Wiggers ha participado en una amplia gama de proyectos que incluyen viviendas residenciales, edificios comerciales, escuelas, residencias de ancianos, hospitales y museos. Cubren tanto construcciones nuevas como la conversión y restauración de edificios antiguos.
Aproximadamente la mitad de los ingresos de la firma son obtenidos fuera de Dinamarca. Además de la oficina principal en Aarhus, la firma tiene oficinas en Copenhague, Oslo, Londres y en 2007 compró la sede en Estocolmo de la firma de arquitectura Berg Arkitekter que todavía opera bajo su propio nombre.
Los proyectos actuales incluyen el proyecto hospitalario más grande que se haya construido en Dinamarca en Århus, una extensión del Museo Marítimo Nacional en Londres y varios proyectos de gran altura en Noruega, Suecia y Dinamarca. C. F. Møller es también una de las 15 firmas de arquitectura que colaboraron en el diseño general de la Villa Olímpica para los Juegos Olímpicos de verano de 2012 en Londres.
En 2018 han completado la torre Maersk, un centro de investigación y enseñanza asociado a la Facultad de Medicina y Ciencias de la Salud de la Universidad de Copenhague. Es uno de los pocos edificios de altura de la capital danesa. El edificio tiene una fachada de vidrio transparente, con una estructura exterior de lamas móviles recubiertas de cobre, que modulan la luz y el calor que llega al interior. Estas lamas se abren y se cierran de manera automática con los cambios del clima, para conseguir una temperatura interior confortable. El edificio obtiene de los reflejos metálicos de las lamas y su forma una monumentalidad que lo puede convertir en icónico dentro del paisaje de la ciudad.

## Arquitectos asociados de la firma
- Tom Danielsen
- Klavs Hyttel
- Anna Maria Indrio
- Lars Kirkegaard
- Mads Mandrup
- Mads Møller
- Klaus Toustrup
- Julian Weyer
- Lone Wiggers

## Obras seleccionadas

### Completadas

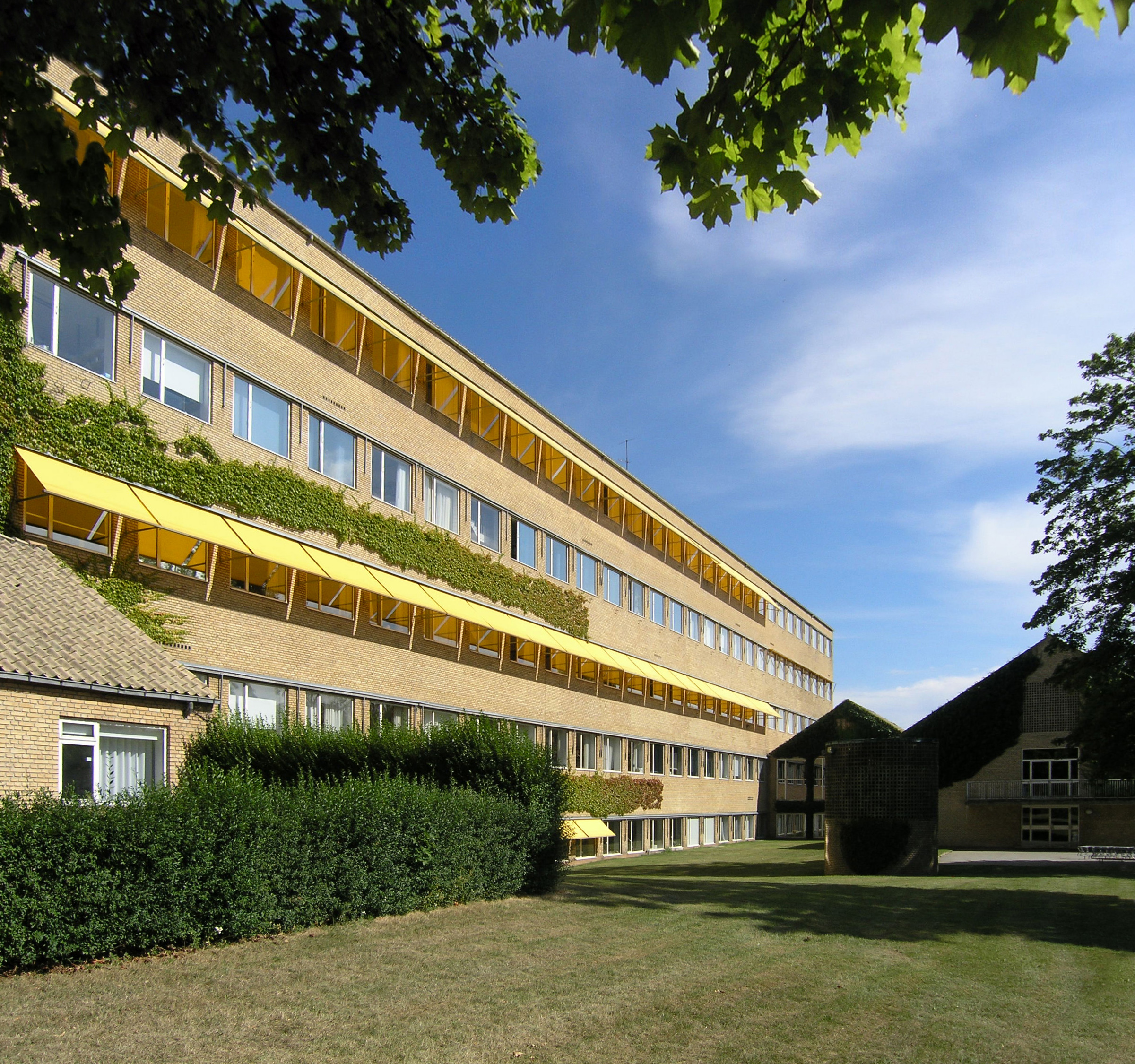
Aarhus University, The Bartholin Building (1971-74)

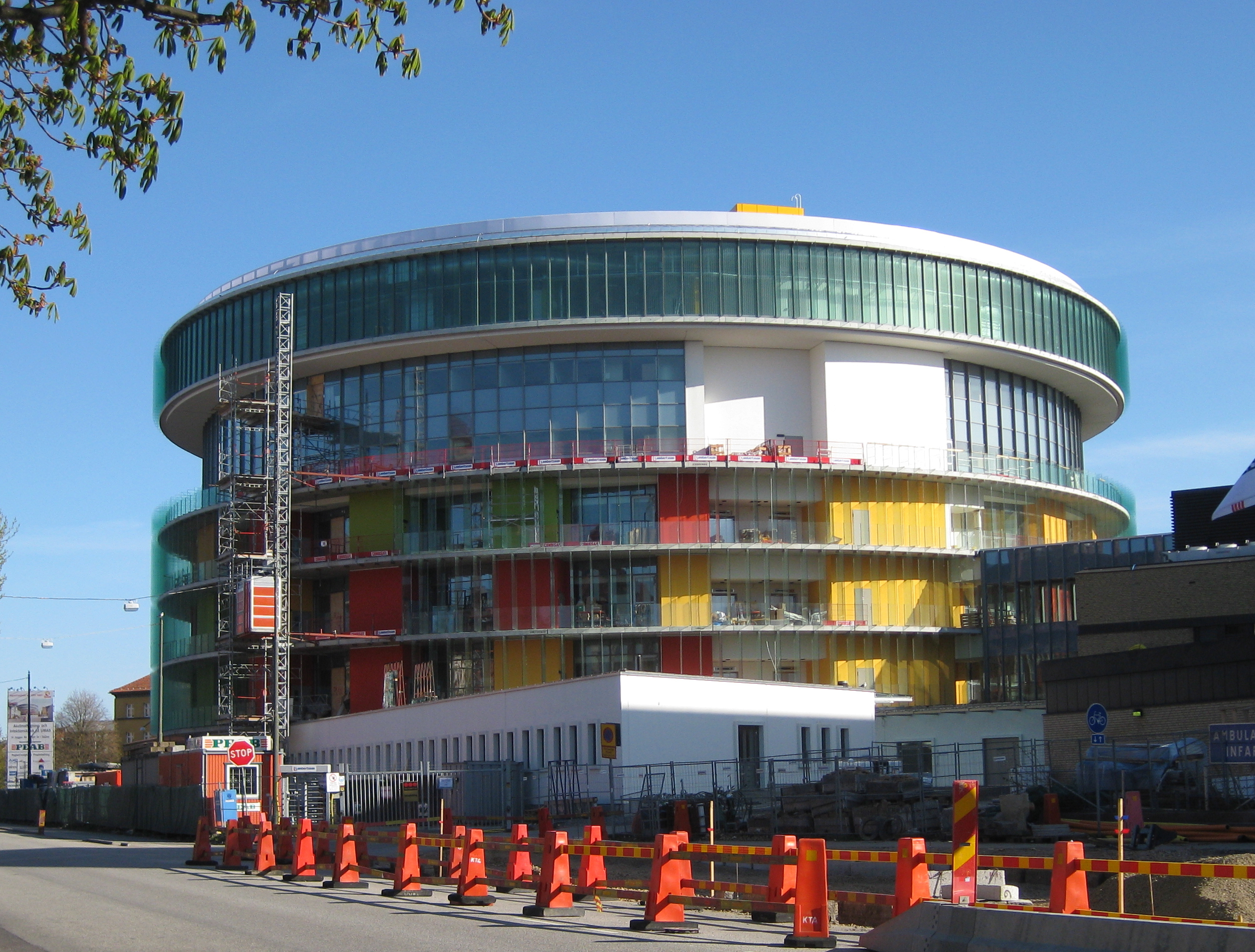
Unidad de emergencias y de enfermedades infecciosas en el Hospital Universitario de Malmö

- Aarhus University, Aarhus, Denmark (first stage completed 1933)
- National Gallery extension, Copenhagen, Denmark (completed 1998)
- Field's Shopping Centre, Copenhagen (completed 2004)
- Bislett Stadium, Pslp, Norway (completed 2005)
- A. P. Møller School, Schleswig (Danish: Slesvig), Germany (completed 2008)
- Royal Academy of Music in Aarhus, an extension to the Aarhus Concert Hall, DK (completed 2007)
- Darwin Centre II, Natural History Museum, London, United Kingdom (completed 2008)[11]
- New Ahus, Akershus University Hospital, Oslo, Norway (completed 2008)[12]
- Vitus Bering Innovation Park, Horsens, Denmark[13]
- Emergency and infectious diseases unit, MAS University Hospital, Malmö (2010)
- Queen Ingrid's Hospital extension, Nuuk, Greenland (2011)[14]
- Sogn & Fjordane Art Museum, Fjorde, Norway (2012)[15]
- Sammy Ofer wing, National Maritime Museum, London, United Kingdom (2009–2011)[16]
- Centro universitario Maersk Tower en Copenhague, Dinamarca (2018)

### En progreso
- Point Hylie, Malmö, Sweden (competition win 2006, U/C, completion 2011)
- Aarhus University Hospital extension, Århus, DK (competition win 2007)
- Plot MO116, Greenwich, UK (competition win 2007)
- Art museum and offices, Førde, Norway (competition win)
- Alvik Tower, Stockholm, Sweden (competition win 2009)[17]
- National Diabetes Centre, King Khalid University Hospital, Riad, Arabia Saudita (commission 2009)[18]
- Crystal Clear highrise, Oslo, Norway (competition win 2009)[19]
- Kristiansund Opera and Culture Center, Kristiansund, Norway (competition win 2010)[20]
- Panum Institute extension, University of Copenhagen, Copenhagen (competition win 2010)[21]
- New state prison, Falster, Denmark (competition win 2919)[22]
- Copenhagen International School, Copenhagen, Denmark (2013)[23]
- Greenwich CHP energy centre, London (due for completion in 2016).

## Premios
- 2006 Nykredit Architecture Prize[24]
- 2009 Building Better Healthcare Award for Akershus Hospital, London[25]
- 2009 Concrete Society Awards for Excellence - Overall Winner for Darwin Centre Phase Two, London[26]
- 2010 RIBA European Award for A. P. Møller School[27]
- 2010 Worldwide Brick Award for A. P. Møller School, London[28]
- 2010 WAN Award for The Sil(o)houette (residential category)[29]
- 2011 Civic Trust Award for Darwin Centre Phase Two[30]
- 2012 Civic Trust Award for Hospice Djursland[31]
- 2014 Civic Trust Awards for Aalborg Waterfront[32]